# Gino Cossaro
Gino Cossaro (Udine, 29 settembre 1962) è un ex calciatore italiano, di ruolo difensore.
Ha totalizzato 89 presenze in Serie B con le maglie di Barletta e Taranto. Ha vinto un campionato di Serie C2 con il Teramo e uno di Serie C1 con il Taranto, oltre a una Coppa Italia di Serie C con la Triestina; in precedenza, a livello giovanile aveva vinto un Campionato Primavera con l'Udinese.

## Biografia
Nato ad Udine ma cresciuto a Flumignano, il papà Italo è stato per anni portiere del Gonars. Il cugino Sergio ha militato per anni nello Snia Viscosa, mentre il fratello Andrea ha giocato a Mortegliano.

## Carriera
Dopo i primi calci a Mortegliano, venne indirizzato da Corrado Moroldo all'Udinese dove dopo tutta la trafila delle giovanili, sotto la guida dello stesso Moroldo, del professor Di Stefano e di Nereo Vida, si impose all'attenzione dell'Udinese. Fu tra gli artefici dello storico scudetto tricolore 1980-1981 con la Primavera bianconera. Cossaro fu aggregato l'anno successivo al gruppo dei titolari, andò in panchina alla seconda giornata di campionato ad Ascoli e poi non trovò più spazio.
Venne ceduto in prestito al Forlì, in Serie C1, per la stagione 1982-1983, dove a vent'anni diventa titolare, occupando prevalentemente il ruolo di terzino sinistro; chiude la stagione con 30 presenze, con i romagnoli guidati da Becchetti, sempre sul fondo classifica, retrocedendo poi a fine campionato.
Nel campionato successivo (1983-1984) approda alla Pro Patria, retrocessa con il Forlì in Serie C2, voluto dal tecnico Antonio Soncini e dal DS Ossola. La squadra per la prima parte del girone di andata rimane in testa alla classifica, per poi chiudere il campionato a centroclassifica. Cossaro gioca da titolare con 33 presenze, alternandosi sia nel ruolo di terzino che in quello di difensore centrale. La dirigenza biancoblù prova quindi ad acquistare il giocatore dall'Udinese, ma non trova l'accordo, così Cossaro torna alla base, riprovandoci anche nella sessione autunnale del calciomercato; poi friulani lo dirottano all'Afragolese, sempre in Serie C2, dove scende in campo 27 volte.
Nel campionato 1985-1986 arriva a Teramo, dove trova il conterraneo Giorgio Rumignani come tecnico, ottenendo la promozione alla serie superiore, davanti al Martina, comandando sempre la classifica. Nei derby contro il Giulianova, all'andata entrò duro su Tiziano De Patre costringendolo a lasciare il campo per infortunio. Chiude il biennio a Teramo con 65 presenze.
Dopo l'esperienza in Abruzzo, Cossaro si ritrovò per due campionati a Barletta, in Serie B, ancora con Rumignani. La squadra conquistò la salvezza all'ultima giornata.
Nell'ottobre 1989 lascia Barletta dopo 60 presenze complessive, per passare al Taranto, appena retrocesso in Serie C1. Con 20 presenze contribuisce alla promozione dei rossoblù, approdando così di nuovo in serie cadetta, dove nella stagione 1990-1991 forma talvolta la coppia di difensori centrali con Marco Zaffaroni. Il periodo tarantino si chiude con 52 presenze complessive e una rete.
Per il campionato 1991-1992 veste la maglia della Triestina. Con gli alabardati rimase per tre stagioni, tutte in Serie C1, per un totale di 32 presenze (18 il primo campionato, 13 il secondo e una nel terzo). Vince una coppa Italia semiprofessionisti, prima che la Triestina stessa scomparisse tra i dilettanti durante la gestione De Riù.
Dopo una breve esperienza a Gradisca d'Isonzo, nei campionati dilettantistici, chiuse la carriera di calciatore nel 1994, iniziando quella di allenatore sulla panchina del Ruda. Come tecnico vince i campionati a Fiumicello ed a Villesse. Diventare poi osservatore per l'Inter, per il Friuli e la Slovenia.

## Palmarès

### Competizioni giovanili
- Campionato Primavera: 1

Udinese: 1980-1981

### Competizioni nazionali
- Campionato italiano Serie C2: 1

Teramo: 1985-1986 (girone C)
- Campionato italiano Serie C1: 1

Taranto: 1989-1990 (girone B)
- Coppa Italia Serie C: 1

Triestina: 1993-1994